# Équipe de Syrie des moins de 17 ans de football
Maillots
L'équipe de Syrie des moins de 17 ans est une sélection de joueurs de moins de 17 ans au début des deux années de compétition placée sous la responsabilité de la Fédération de Syrie de football. Elle n'a jamais remporté la Coupe d'Asie des nations des moins de 16 ans, sa meilleure performance est une quatrième place obtenue en 2006, et fut une fois huitième de finaliste de la Coupe du monde de football des moins de 17 ans.

## Parcours en Coupe d'Asie des nations de football des moins de 16 ans
- 1985 : Non qualifiée
- 1986 : Non inscrite
- 1988 : Non inscrite
- 1990 : Non inscrite
- 1992 : Non inscrite
- 1994 : Non inscrite
- 1996 : Non inscrite
- 1998 : Non inscrite
- 2000 : Non inscrite
- 2002 : Quart de finaliste
- 2004 : Non inscrite
- 2006 : 4e
- 2008 : Quart de finaliste
- 2010 : Quart de finaliste
- 2012 : Quart de finaliste
- 2014 : Demi-finaliste
- 2016 : Non qualifiée
- 2018 : Non qualifiée
- 2023 : À venir

## Parcours en Coupe du monde des moins de 17 ans
- 1985 : Non qualifiée
- 1987 : Non inscrite
- 1989 : Non inscrite
- 1991 : Non inscrite
- 1993 : Non inscrite
- 1995 : Non inscrite
- 1997 : Non inscrite
- 1999 : Non inscrite
- 2001 : Non inscrite
- 2003 : Non qualifiée
- 2005 : Non inscrite
- 2007 : Huitièmes de finale
- 2009 : Non qualifiée
- 2011 : Non qualifiée
- 2013 : Non qualifiée
- 2015 : 1er tour
- 2017 : Non qualifiée
- 2019 : Non qualifiée
- 2023 : À venir

## Anciens joueurs
- Hani Al Taiar
- Alaa Al Shbli
- Mohamad Darwish Midou
- Tamer Haj Mohammad